# BiP (программное обеспечение)
BiP (мессенджер BiP) — это бесплатное проприетарное программное обеспечение для совершения аудио- и видеозвонков, конференц-связи, обмена текстовыми, голосовыми и видеосообщениями, файлообмена и документооборота в закрытых группах пользователей.
Клиент разработан для применения в качестве приложения мобильных платформ на основе Android и iOS, однако имеется возможность запускать веб-приложение в браузере. Помимо аудиовидеосвязи в мессенджере имеется возможность хранить неограниченное количество двоичных файлов, организовывать обмен документами с пользователями из числа личных контактов. Файлы фотографий можно публиковать как картинки с изменением разрешения или как файлы, полностью сохраняя характеристики публикуемого материала.
Приватность обмена данными обеспечивается протоколом SRTP в связке со стойким алгоритмом симметричного шифрования AES-256. В качестве кодера аудиоисточника используются алгоритмы сжатия Opus для частоты дискретизации сигнала 48 кГц и Speex, если адаптивный алгоритм оценки качества интернет-соединения устанавливает частоту дискретизации 8 кГц. В качестве кодера видеопотока используются открытые алгоритмы сжатия на основе OpenH264, VP8 и H.265. Обеспечено канальное кодирование, гарантирующее корректное извлечение информационного потока при потере пакетов в канале связи.
Как мессенджер BiP доступен любому пользователю вне зависимости от территории его нахождения; его функционал не привязывается к тому или иному оператору мобильной связи. В чаты встроен сервис автоматического перевода текста, позволяющий пользователям, говорящим на разных языках, обходиться без обращения к сторонним сервисам.

## История создания
Владельцем и непосредственным разработчиком мессенджера является Lifecell Ventures Coöperatief U.A. (ранее Beltur Coöperatief U.A.) — дочерняя компания Turkcell Iletisim Hizmetleri A.S., приобретённая 25 ноября 2015 года компанией Euroasia Telecommunications Holdings Coöperatief U.A. (ранее известной как Euroasia Telecommunications Holdings B.V.).
Исходный код мессенджера основан на наработках свободного проекта Linphone.